# Koningscobra
De koningscobra (Ophiophagus hannah) is een slang uit de familie koraalslangachtigen (Elapidae).
De koningscobra komt voor in delen van Zuidoost-Azië en heeft een groot verspreidingsgebied. Het is een bodembewoner die weinig klimt. De cobra heeft voornamelijk andere slangen op het menu staan, waaronder giftige. De koningscobra behoort niet tot de echte cobra's(geslacht Naja), maar wordt in een eigen geslacht geplaatst vanwege enkele afwijkende kenmerken. De cobra is de langste gifslang ter wereld en bij een beet wordt relatief veel gif afgegeven. Het is tevens de enige slang die een nest maakt om de eieren in af te zetten. Het vrouwtje bewaakt haar eieren en zit op het nest tot de eieren bijna uitkomen.
De slang leeft in bossen, maar gaat in verspreiding en aantal achteruit door verlies van de natuurlijke habitat. In sommige delen van het verspreidingsgebied is de slang zeldzaam.

## Naamgeving en taxonomie
De koningscobra dankt zijn Nederlandstalige naam aan het feit dat voornamelijk andere slangen op het menu staan. Ook bij andere slangen die hoofdzakelijk slangen eten wordt de toevoeging 'koning' gebruikt, zoals de koningsslangen uit het geslacht Lampropeltis.
De wetenschappelijke naam Ophiophagus hannah werd voor het eerst gepubliceerd door Charles Mitchill Bogert in 1945. Oorspronkelijk was de slang beschreven door Theodore Edward Cantor als Hamadryas hannah. Deze geslachtsnaam Hamadryas bleek echter al bezet doordat deze gebruikt werd voor een geslacht van vlinders, waardoor de naam werd verworpen. Het geslacht Ophiophagus werd beschreven in 1864 door Albert Günther.
Later werden ook andere wetenschappelijke namen gebruikt, zoals Naja bungarus, Dendraspis bungarus en Naja hannah. De koningscobra werd lange tijd ingedeeld bij het geslacht van de echte cobra's (Naja), maar op basis van verschillende kenmerken werd de soort aan het geslacht Ophiophagus toegewezen. Het is de enige soort uit het monotypische geslacht Ophiophagus. De huidige geslachtsnaam betekent letterlijk slangeneter, de naam is afgeleid van de Griekse woorden ὄφις (ophis of slang) en φαγεῖν (phagein of eten).
In andere talen wordt vaak de naam Hamadryas gebruikt voor deze soort. Hamadryas is binnen de Aziatische cultuur een bosnimf die verbonden is aan een boom en sterft als de boom doodgaat.

## Verspreiding en habitat

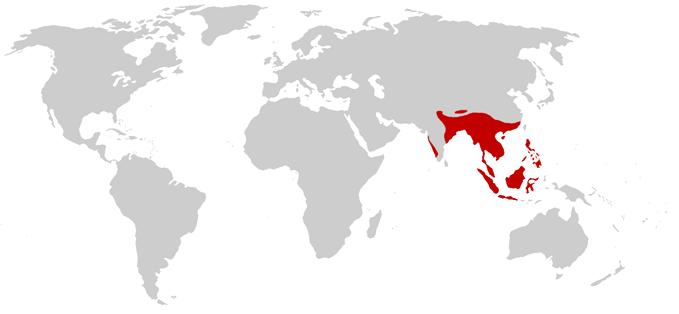
Verspreidingsgebied van de koningscobra in het rood.

De koningscobra komt voor in delen van Zuidoost-Azië en leeft in de landen Bangladesh, Bhutan, Cambodja, Filipijnen, Hongkong, India, Indonesië, Laos, Maleisië, Myanmar, Nepal, Singapore, Thailand en Vietnam. Verder komt de slang in China voor in de provincies Fujian, Hainan, Hongkong, Guangxi, Guangdong, Sichuan, Tibet en Yunnan. In Indonesië is de soort te vinden in Sumatra, Java, Borneo, Bangka, Bali, Mentawai-eilanden en de Riau-archipel. Op de Filipijnen komt de koningscobra voor in Balabac, Jolo, Luzon, Mindanao, Mindoro, Negros, Palawan en Panay.
De habitat bestaat uit bossen, zowel dichte wouden als meer open bossen, meestal wordt de slang in de buurt van water gevonden. Ook in bamboestruiken, moerassen en in meer agrarische gebieden wordt de koningscobra aangetroffen. Heuvelige terreinen hebben de voorkeur. De koningscobra komt voor tot een hoogte van 2000 meter boven zeeniveau.
In heel droge gebieden komt de soort niet voor, in tegenstelling tot sommige echte cobra's zoals de Egyptische cobra (Naja haje). De koningscobra is een bodembewoner die niet klimt.

## Uiterlijke kenmerken

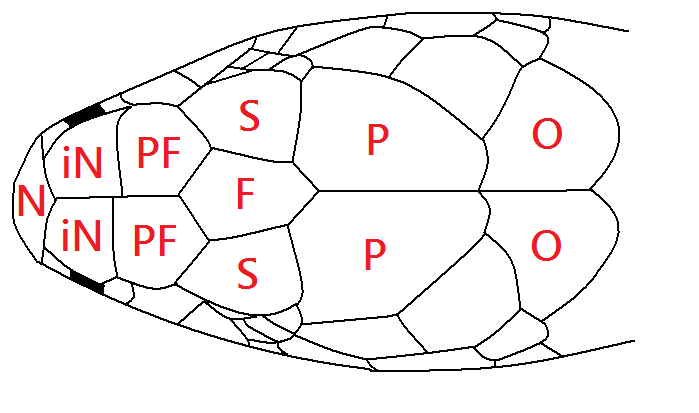
Schubbenconfiguratie van de kop.

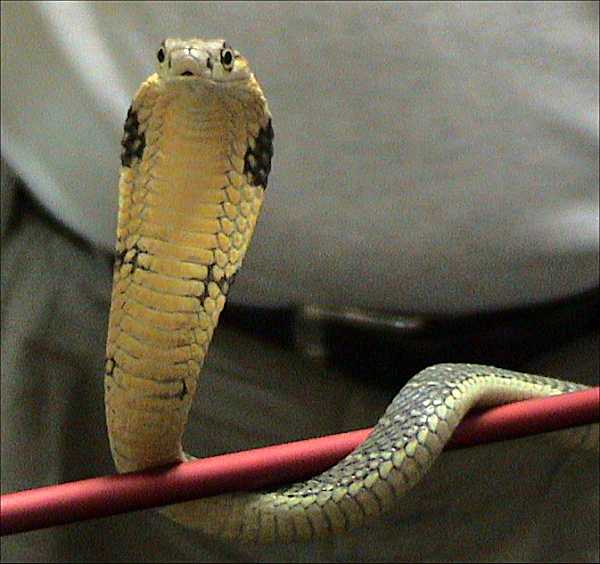
De huid van de hals kan worden uitgerekt.

De koningscobra is onmiskenbaar door de relatief grote lichaamslengte. De hals heeft een gebandeerde tekening, het lichaam is eveneens voorzien van dwarsstrepen in een lichtere kleur.

### Kop
De koningscobra heeft een brede, afgeplatte kop met duidelijk vergrote en dikke schubben. De kop van de koningscobra heeft dezelfde kleur als het lichaam en is niet gevlekt. De ogen zijn bruin van kleur en hebben een ronde pupil. De neusgaten zijn omringd door de nasale schubben. Een labiale schub aan de zijkant van de kop - tussen het oog en het neusgat - ontbreekt bij de koraalslangachtigen. De kopschubben wijken duidelijk af van de schubben van de echte cobra's uit het geslacht Naja. Een belangrijk verschil tussen de echte cobra's en de koningscobra is de aanwezigheid van de occipitale schubben of achterhoofdsschubben. Deze zijn bij de koningscobra aanwezig achter de eveneens vergrote pariëtale schubben aan de achterzijde van het midden van de kop. Bij alle echte cobra's ontbreken de pariëtale schubben wat een belangrijk determinatiekenmerk is bij de verschillende cobra's die in India leven.
De giftanden van de koningscobra zijn relatief klein in vergelijking met bijvoorbeeld de soorten uit de adderfamilie. De voorste giftanden zijn ongeveer 1 centimeter lang, achter deze tanden zijn vaak drie kleinere tanden aan elke zijde gelegen. Deze tanden zijn niet zo groot als de giftanden.

### Hals
De slang heeft aan de halswervels verlengde ribben die naar voren kunnen worden gericht. Het uitsteken van de halswervels is een reflex dat gebruikt wordt als de slang zich niet op zijn gemak voelt. De huid van de hals rekt dan uit en vormt de voor cobra's karakteristieke 'hoed'. De hoed van de koningscobra is aan weerszijden langwerpiger dan die van de echte cobra's maar kan niet zo ver zijwaarts worden uitgerekt als bijvoorbeeld die van de brilslang (Naja naja). Bij deze soorten vormt de uitgerekte huid een soort schotel terwijl de halshuid van de koningscobra wel duidelijk wordt verbreed maar geen ronde vorm heeft.
De achterzijde van de halshuid is breed gebandeerd met lichtere banden. Deze banden hebben een vorm die doet denken aan een chevron. Echte cobra's hebben een complexere tekening aan de achterzijde van de hals die bestaat uit witte en donkere vlekken tot een bril-achtige vorm zoals voorkomt bij de brilcobra's.
De hoed wordt gebruikt ter verdediging, zie ook onder voedsel en vijanden.

### Lichaam
De koningscobra bereikt een gemiddelde lichaamslengte van 3,9 meter, de meeste exemplaren worden ongeveer 3 tot 5 meter lang. Exemplaren langer dan vier meter komen regelmatig voor. De grootste exemplaren kunnen tot 5,5 meter lang worden en hiermee is het de langste giftige slang ter wereld, maar niet de giftigste. De cobra wordt ruim twee keer zo lang als een mens en langer dan de meeste krokodillen.
De cobra bereikt een lichaamsgewicht van gemiddeld zes kilo, dit kan bij de grotere exemplaren oplopen tot negen kilo.
De lichaamskleur is variabel en is afhankelijk van het verspreidingsgebied. De slang kan grijs, bruin of zwart zijn. Het lichaam is voorzien van ongeveer 40 tot 50 smalle dwarsbanden over de gehele rug en staart. De jongen hebben een zeer donkere tot zwarte lichaamskleur met afstekende lichtere tot witte strepen. De lichaamskleur wordt lichter naarmate de dieren ouder worden en de dwarsstrepen verliezen hierdoor hun contrast. Bij heel oude exemplaren zijn de dwarsstrepen meestal volledig verdwenen. Mannetjes en vrouwtjes zijn moeilijk te onderscheiden. Het mannetje wordt langer en dikker dan een vrouwtje.

## Levenswijze

### Voedsel en vijanden
Het voedsel bestaat voornamelijk uit andere slangen, ook giftige soorten, waardoor de koningscobra in India een soort halfgodstatus heeft als nuttig dier en zelfs aanbeden wordt. De cobra heeft verschillende soorten slangen op het menu staan, zoals andere cobra's en zelfs slangen uit de boa-familie. Voorbeelden van giftige slangen die op het menu staan zijn de kraits uit het geslacht Bungarus maar ook echte cobra's uit het geslacht Naja worden wel gegeten. Heel zelden worden andere dieren in de maag van een koningscobra aangetroffen zoals hagedissen. Vaak worden wat grotere soorten gegeten, zoals varanen.

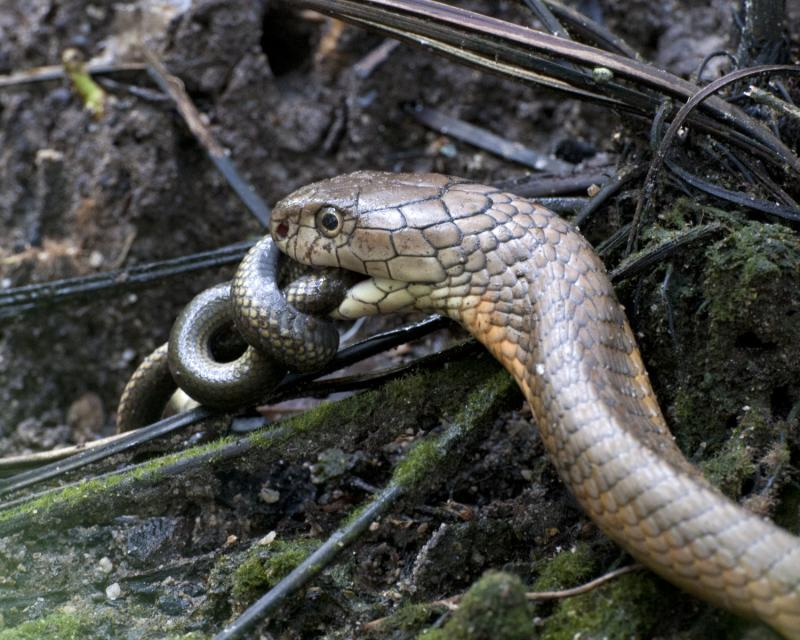
Een koningscobra eet een andere slang.

De volwassen slang heeft geen natuurlijke vijanden meer. De juvenielen worden wel gegeten door andere dieren, ondanks hun giftigheid. Bekende vijanden van de jonge slangen zijn de civetkat, de mangoest, grote rovende geleedpotigen zoals duizendpoten en ten slotte kunnen ze ook worden gedood door mieren, die de jonge slang in grote aantallen aanvallen.
De koningscobra is een relatief schuw dier dat probeert weg te kruipen en niet de confrontatie opzoekt. Van de cobra is bekend dat bij gevaar vaak het water in wordt gevlucht. Uit waarnemingen in gevangenschap blijkt dat de dieren al snel wennen aan hun verblijf. De slang bijt niet snel, een exemplaar dat voor een python werd aangezien werd eens aan de staart van een golfterrein gesleept zonder agressief te worden. In de voortplantingstijd echter is de slang wel agressief, met name vrouwtjes die hun nest bewaken.
De koningscobra richt zich bij bedreiging op, dit gedrag is ook bekend van de echte cobra's. De cobra kan het voorste derde deel van het lichaam oprichten. Het lichaam kan hierbij tot een meter hoog worden opgetild, waarbij de slang iets naar voren helt. De cobra kan in deze opgerichte positie ook vijanden achtervolgen. De koningscobra vormt hierbij geen zwanenhalsachtige kromming zoals bij de echte cobra's voorkomt. Een ander verschil is dat het lichaam doodstil wordt gehouden, de koningscobra wiegt het opgerichte deel niet heen en weer. De cobra maakt een afweergeluid door de neusgaten bij verstoring. Veel slangen maken een sissend geluid, maar van de koningscobra is bekend dat een grommend geluid wordt geproduceerd. Het geluid verandert naarmate de dieren ouder worden, oudere slangen produceren een dieper gegrom dan jongere dieren.

#### Beet en giftigheid
Als een vijand persisteert wordt een aanval uitgevoerd. Hierbij wordt de kop snel naar voren geworpen waarna een beet wordt gegeven.
Het gif van de cobra is niet zo dodelijk als dat van andere gifslangen, zoals de taipan (Oxyuranus microlepidotus). De cobra spuit echter een grotere hoeveelheid gif in wat de beet toch gevaarlijk maakt. Een enkele dosis gif is voldoende om 20 tot 30 personen te doden. Het aantal dodelijke slachtoffers van de koningscobra bedraagt ongeveer vijf per jaar.
De slang heeft een gif dat het zenuwstelsel aantast, een zogenaamd neurotoxisch gif. Dit in tegenstelling tot bijvoorbeeld adders (familie Viperidae), die een hematoxisch gif injecteren dat de cellen van het bloed en de lichaamsweefsels aantast. Doordat het gif het zenuwstelsel platlegt, stopt de ademhaling of de hartslag, wat dodelijk is. Van de koningscobra is bekend dat een beet binnen een kwartier tot de dood kan leiden. Een beet van de koningscobra in een afgelegen gebied is vrijwel altijd fataal. De verlamming treedt op doordat het gif een cholinesterase-remmer bevat, een stof die de prikkelingen tussen zenuwen onderling en met spieren blokkeert. Symptomen van een patiënt die in de voet werd gebeten zijn beschreven als het zwellen van het lichaam, gezichtsstoornissen en duizeligheid.
Een beet van de koningscobra kan de grootste dieren doden, zelfs fatale beten bij een volwassen olifant zijn bekend. De beet van de cobra is voor een olifant alleen gevaarlijk als in de dunne delen van de huid wordt gebeten, zoals het slurfuiteinde of in de dunne randen van de teennagels. Een olifant sterft dan binnen drie tot vier uur.

### Voortplanting en ontwikkeling

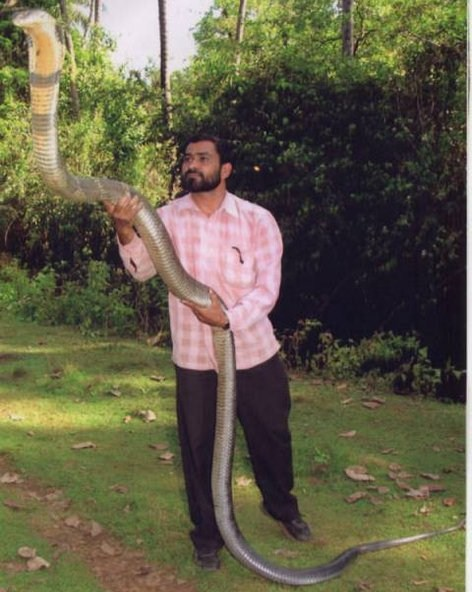
De koningscobra kan meer dan vijf meter lang worden.

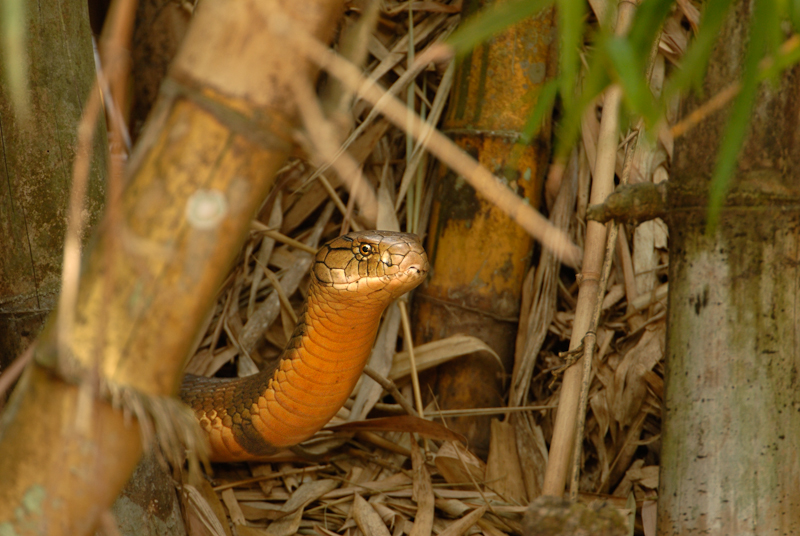
Exemplaar in de natuurlijke habitat in India (Karnataka).

In de voortplantingstijd zoeken een mannetje en een vrouwtje elkaar op, het vrouwtje lokt hierbij het mannetje door feromonen af te geven. Het mannetje voert een soort balts uit waarbij hij met zijn kop het lichaam van het vrouwtje streelt. Als er andere mannetjes in de buurt zijn gaat het mannetje een schijngevecht aan waarbij de dieren elkaars kop tegen de grond proberen te duwen als een soort krachtmeting. De dieren bijten elkaar hierbij niet. Als een koppeltje elkaar heeft gevonden vindt de paring plaats waarbij de lichamen elkaar omstrengelen. Deze positie kan enige uren duren, na de paring blijven de dieren een tijdje bij elkaar. In het natuurlijke verspreidingsgebied loopt de voorplantingsperiode van januari tot april.
De koningscobra vertoont een verregaande vorm van broedzorg waarbij het vrouwtje en het mannetje de eieren beschermen. Broedzorg bij vrouwtjes is wel van meer slangen bekend, zoals de pythons. Deze wurgslangen kronkelen het lichaam rond de eieren en trillen met de lichaamsspieren zodat de temperatuur wordt verhoogd. De koningscobra echter bouwt een echt nest, dat wordt opgebouwd uit materiaal uit de omgeving. Het nestmateriaal bestaat uit takjes en bladeren in de omgeving. De vrouwtjesslang verzamelt het nestmateriaal door het lichaam rond bladeren te kronkelen en deze vervolgens letterlijk bij elkaar te vegen. Het nest van de koningsslang kan tot een meter breed worden. Vroeger dacht men dat natuurlijke hopen bladeren en takjes werden gebruikt, tot men de nestbouw waarnam bij een vrouwtje in de dierentuin Bronx Zoo in New York, waar in 1955 de eerste koningscobra's in gevangenschap in de VS werden geboren.
Het nest bestaat uit twee lagen, met op de bodem een laag nestmateriaal, vervolgens worden de eieren afgezet en hierbovenop wordt ten slotte een tweede laag aangebracht. Op deze bovenste laag neemt het vrouwtje vervolgens plaats door zich op te rollen boven op het nest. Het vrouwtje genereert geen warmte om de temperatuur van de eieren te verhogen zoals bij de pythons die zich om de eieren krullen. Het nest vormt een broedhoop waarbij broei plaatsvindt, zoals het nest van andere reptielen. Een broedhoop heeft een hogere temperatuur als gevolg van broei. Dit is ook van krokodillen bekend. Ook sommige slangen maken gebruik van een broedhoop, zoals de in België en Nederland voorkomende ringslang (Natrix natrix). Deze soort maakt echter alleen gebruik van bestaande broedhopen en maakt deze niet zelf. De koningscobra is de enige slang die een complex nest maakt om de eieren in af te zetten. De cobra wordt hierdoor wel als een van de intelligentste soorten slangen gezien.
Een andere bijzonderheid is het gedrag van het mannetje, dat in de buurt van het nest blijft. Het mannetje is minder agressief, maar het feit dat hij meestal bij het vrouwtje en haar eieren blijft is voor slangen zeer bijzonder. Vrijwel alle soorten verlaten het legsel direct en het mannetje verlaat het vrouwtje al na de paring op zoek naar andere vrouwtjes. Het mannetje van de koningscobra verlaagt zijn kansen op een tweede paring door bij het nest te blijven, zodat ook dit kan worden gezien als een vorm van broedzorg.
In het nest worden ongeveer 20 tot 40 eieren afgezet, in uitzonderlijke gevallen tot 50 eieren. De eieren ontwikkelen zich in de lente en zomer en komen in de herfst uit. Uit de eieren kruipen na 60 tot 70 dagen de juvenielen, de incubatietijd is afhankelijk van de temperatuur. Bij een nesttemperatuur van 28 °C komen de jongen na 70 dagen uit. De juvenielen hebben bij het uitsluipen een lichaamslengte van ongeveer 35 cm. Het vrouwtje verlaat waarschijnlijk vlak voordat de jongen uitkomen het nest. De jonge slangen hebben in tegenstelling tot de volwassen exemplaren vele vijanden. Na ongeveer vijf tot zes jaar is de slang volwassen en geslachtsrijp.
Het is niet precies bekend hoe oud de koningscobra in het wild wordt. Een in gevangenschap gehouden mannetje werd iets ouder dan 17 jaar.

## Bedreigingen
Op de lijst van bedreigde diersoorten van de internationale milieubeschermingsorganisatie IUCN staat de slang te boek als kwetsbaar (Vulnerable of VU).
De koningscobra wordt voornamelijk bedreigd door de mens. Met name de vernietiging van bos voor landbouwdoeleinden is hiervan een oorzaak. De slangen komen zo in open gebied terecht waar ze worden gedood uit angst voor het dier. De huid van de slang wordt verwerkt tot leer en het vlees wordt door de lokale bevolking gegeten. De organen van de slang, waaronder de galblaas, worden gebruikt als traditioneel medicijn.
In delen van het verspreidingsgebied komt de soort nog algemeen voor, zoals in dichte bossen in Thailand. In delen van India echter is de slang zeldzaam. Van sommige delen van het areaal is niet bekend of de slang er algemeen is of juist zeldzaam, zoals de populaties op Bali.